# Saintes Larmes
Les Saintes Larmes font partie des reliques « physiques » du Christ, traces de son passage sur la terre.

## Lacryma Christi
Sur les pentes du Vésuve, on produit un vin renommé, le Lacryma Christi. Selon une tradition, Dieu reconnaissant dans le golfe de Naples un lambeau du ciel arraché par Lucifer pendant sa chute vers les enfers, pleura et là où les larmes divines tombèrent, surgit la vigne du Lacryma Christi.

## Sainte Larme de Vendôme

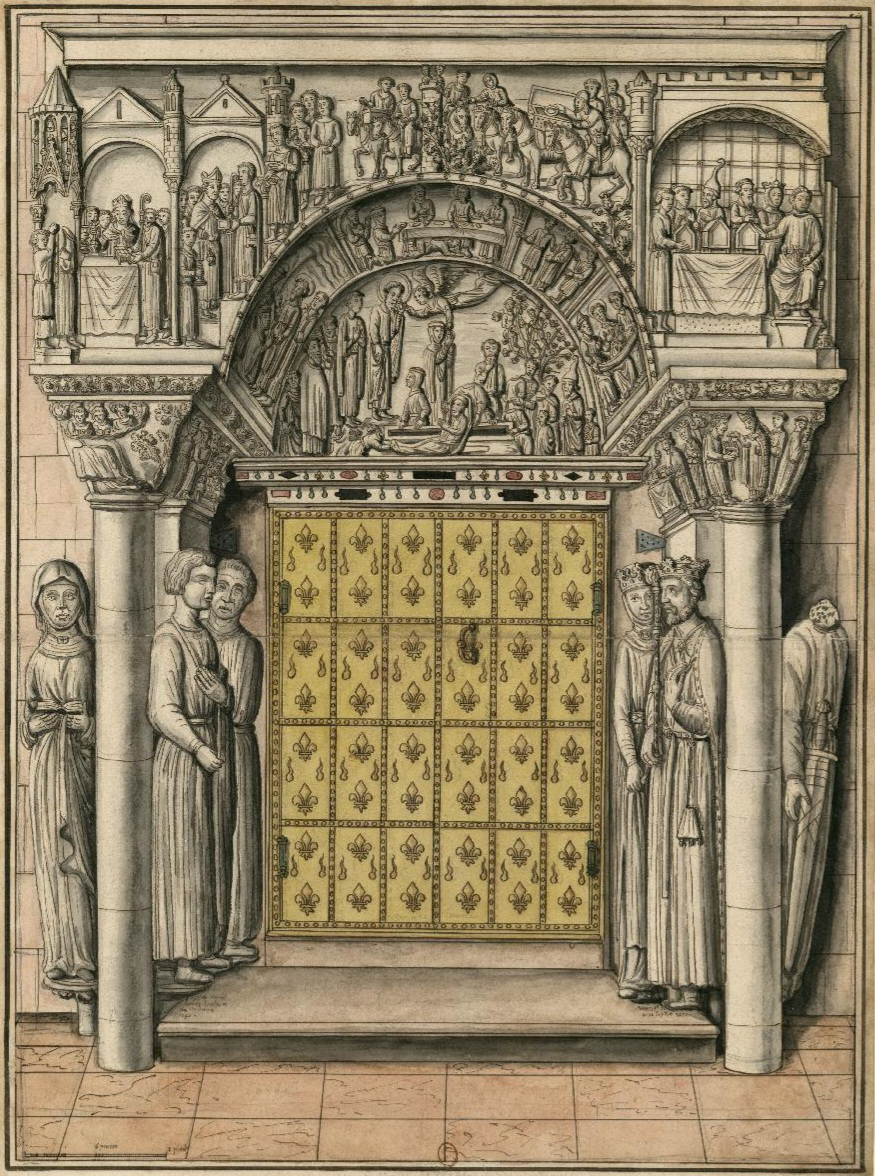
Armoire monumentale de la Sainte-Larme de Vendôme, Collection Gaignière.

La Sainte Larme est une relique qui fut confiée lors de sa fondation à l'abbaye de la Trinité de Vendôme et qu'une longue tradition identifie aux larmes que le Christ aurait versées lors de la mort de Lazare. Elle aurait été recueillie par un ange qui l'aurait ensuite confiée à Marie-Madeleine.  La Sainte larme était un bloc de cristal dans lequel se trouvait une goutte d'eau. La relique était placée dans une armoire connue par des dessins. Les bénédictins sont chassés de l'abbaye en 1790. Le reliquaire de la Sainte larme continua à être adoré, mais le 25 octobre 1792, la municipalité de Vendôme vient à l'abbaye et se fait remettre les reliquaires pour en retirer l'or et les pierres précieuses. Les reliques sont brûlées mais le reliquaire de la Sainte larme n'a été saisie que plus tard comme le montre une lettre datée du 2 messidor an II (20 juin 1794) indiquant que l'or de ce reliquaire a été envoyé à la Monnaie de Paris le 29 décembre 1793. Cependant le fuseau de cristal contenant la Sainte larme a été recueilli par un sieur Morin puis passa de mains en mains. En 1803, au rétablissement du culte, la relique est remise à Étienne-Alexandre Bernier, évêque d'Orléans qui en fait don au cardinal Caprara, légat du pape en France. Cette relique a été perdue dans son transport de Vendôme à Rome. Achille de Rochambeau remarque que l'Église n'a jamais consacré l'authenticité de cette relique. C'est peut-être la raison de la disparition de cette relique,,. 
Elle est invoquée pour apporter la pluie et rendre la vue. 
Au XVIIe siècle, l'authenticité de cette relique fait l'objet d'une controverse entre Jean-Baptiste Thiers qui la conteste et Jean Mabillon qui est contraint de la défendre pour prouver sa soumission.

## Sainte Larme de Chemillé

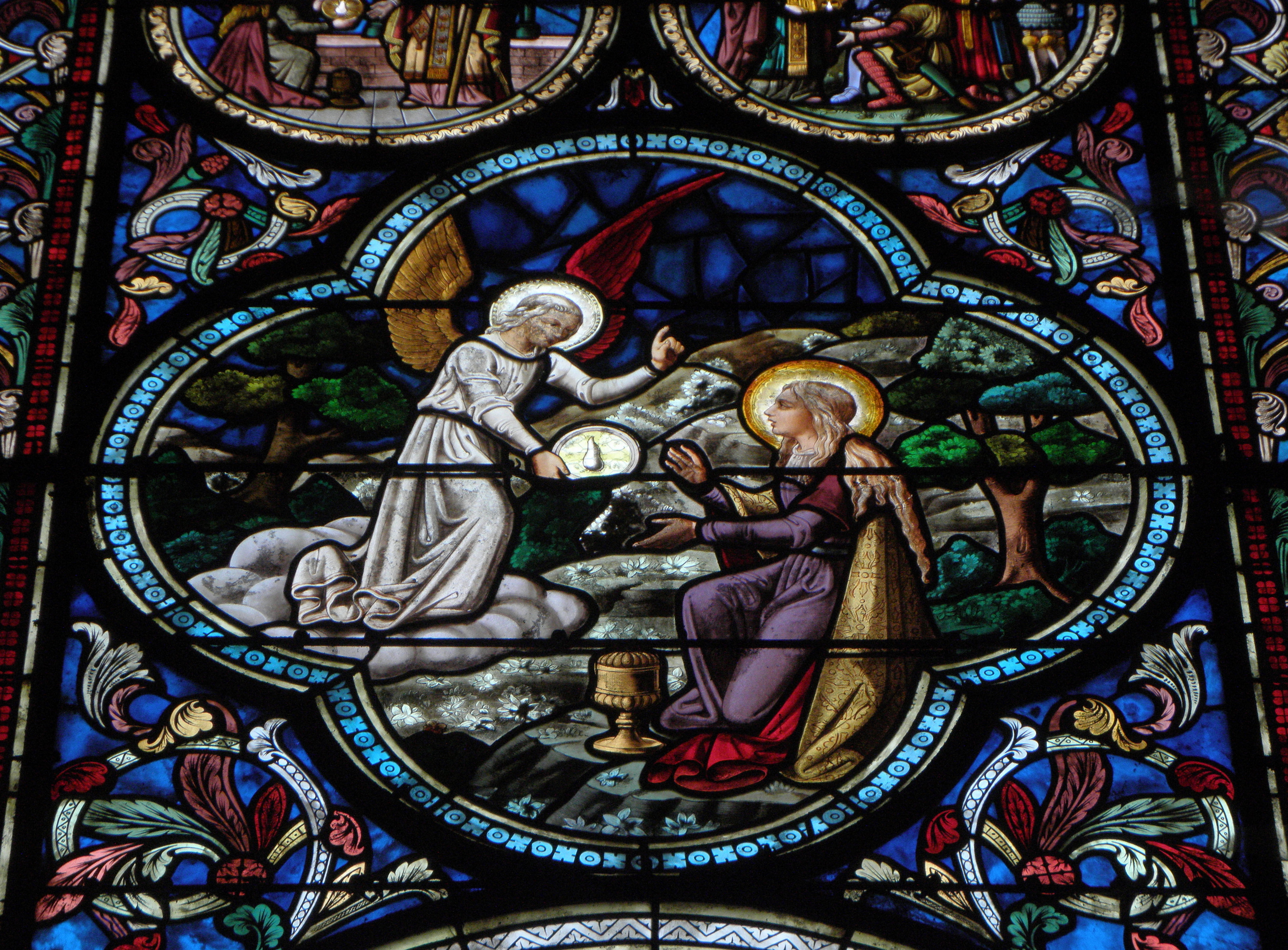
Marie-Madeleine recevant la Sainte-Larme. Église Notre-Dame la Neuve de Chemillé-Melay.

Une relique contenant une larme du Christ  est conservée à Chemillé (Maine-et-Loire) depuis le XIe siècle. Selon la
légende, un ange aurait recueilli des larmes versées par le Christ sur la tombe de Lazare et les aurait confié à Marie-Madeleine. 
On retrouve la trace de la Sainte Larme en Occident au XIe siècle. La relique fut offerte à Geoffroy Martel, comte d'Anjou et abbé de Vendôme qui en confie une partie à son vassal, le baron Pierre Ier de Chemillé. La relique fut conservée pendant près d'un siècle et demi dans la chapelle du château. Elle fut conservée à partir du XIIIe siècle, dans la collégiale St-Léonard.  Cette Sainte Larme fut déposée dans un reliquaire circulaire de vermeil et d’argent, enchâssée dans une pastille de verre, d'un diamètre de 10 cm environ.
En mars 1794, pendant la Guerre de Vendée, la collégiale fut incendiée par les Colonnes infernales. La Sainte Larme aurait été retrouvée intacte après l'incendie par des enfants; elle est enterrée jusqu'au retour de la paix. Au début du XIXe siècle, après cinq ans d'enquête, la relique est reconnue comme authentique en 1812.
L'histoire du périple de la Sainte Larme est relatée par les vitraux du chœur de l'église Notre-Dame nouvelle de Chemillé.

## Sainte Larme d'Allouagne
Une Sainte Larme est conservée à Allouagne dans le Pas-de-Calais.
En 1099, pendant les croisades, Godefroy de Bouillon fit parvenir à sa nourrice qui détenait une propriété à Allouagne en Artois, une fiole contenant une larme versée par Jésus-Christ devant le corps de Lazare.
Cette relique est composée d'une pierre grisâtre sur laquelle des larmes de Jésus seraient tombées. Cette pierre est enserrée dans une fiole en argent, elle-même déposée dans un châssis de bois doré.
Tous les 21 juin, on distribuait aux pèlerins de l'eau bénite dans laquelle on avait plongé la pierre sacrée. Cette "Eau de la Sainte Larme" était censée guérir les maladies des yeux.
La ferveur populaire attribue à cette Sainte Larme la préservation de la commune, épargnée pendant les deux guerres mondiales.

## Sainte-Larme de Selincourt
Bernard III de Moreuil reçut en récompense de sa bravoure lors du siège de Constantinople (1204) au cours de la Quatrième croisade, une petite fiole de verre de la forme d'une larme contenant des larmes et du sang du Christ. Il rapporta cette sainte relique en France et en fit don, en 1209, à l'abbaye de Selincourt, dans le diocèse d'Amiens. On attribuait à cette Sainte-Larme des vertus miraculeuses, en particulier, celle de guérir les maux des yeux ou la cécité. 
À la Révolution, l'abbaye fut complètement détruite. La Sainte Larme après bien des périples fut conservée à l'église Saint-Rémi d'Amiens dans un reliquaire réalisé par Placide Poussielgue-Rusand. Elle fut transférée en 1986 dans l'église de l'Assomption de la Vierge de Selincourt.

## Autres lieux de conservation de larmes du Christ
- Thiers (Puy-de-Dôme)
- Saint-Maximin (Var),
- Orléans (Église Saint-Pierre-le-Puellier) : en 998, un Christ de cette église répandit des larmes. Une, recueillie et vénérée lors des guerres de Religion, disparut par la suite.